# Lamki
Lamki – zurbanizowana wieś w Polsce położona w województwie wielkopolskim, w powiecie ostrowskim, w gminie Ostrów Wielkopolski, przy zachodniej granicy Ostrowa Wielkopolskiego, przy drodze krajowej nr 36 Ostrów-Lubin. W sąsiedztwie stacja kolejowa Ostrów Wielkopolski Gorzyce. Lamki liczą około 1500 mieszkańców.
Przed 1932 rokiem miejscowość położona była w powiecie odolanowskim, w latach 1975-1998 w województwie kaliskim, w latach 1932–1975 i od 1999 w powiecie ostrowskim.